# Gjallarhorn
Gjallarhorn — український блек-метал колектив з Херсону створений 2004 року.

## Історія
У січні 2004 року Helg (ударні) та Onswar (вокал) вирішили створити Black Metal групу. На перших репетиціях Helg взяв на себе обов'язки гітариста. Деякий час у складі був Dionisious, а після нього — Alexander, обидва — як гітаристи. Останній, перед тим як піти, запросив у групу Demonium'а (гітара). Згодом до команди приєднався Alex (бас-гітара), брат Helg'а. У цьому складі відбувся перший виступ Gjallarhorn. Назву обрали зі скандинавської міфології: Г'яллархорн — це ріг Хеймдалля, в який він просурмить, сповістивши світ про початок Рагнарьоку.
У січні 2005 року на Onlinerecords Studio записано демо «Ancient Times». Після кількох виступів групу залишив Alex.
2006 року приєднались Nameless (бас-гітара) та Doomor (гітара), дещо згодом Demonium залишив групу. Наприкінці весни 2007 року було завершено роботу над EP «Land Of Forgotten», реліз котрого відбувся навесні наступного року на лейблі ЯРЬ Productions. Невдовзі після цього пішов Helg.
У грудні 2008 року роботу над повноформатним альбомом «Пробудження» («Awakening») було завершено. Цього ж року Onswar зайняв місце ударника. У листопаді альбом було видано лейблом Vacula Productions.
2011 року було відновлено концертну діяльність — Nameless зайняв місце вокаліста/гітариста. У жовтні «Пробудження» перевидано в касетному форматі (Winter Solace/Master Of All Evil).
2012 року було завершено роботу над концептуальним проектом «Спадщина» («Legacy»), який присвячено добі козацтва. В записі альбому брав участь Євген Ветрук (херсонський бандурист, який грає на старосвітській та академічній бандурах та виконує автентичні пісні XVI—XVIII століть). У жовтні 2013 року альбом було видано лейблом EastSide.
У січні 2013-го було представлено дві композиції з запланованого спліту: «Чом ви, темнії хмари, сьогодні зібрались» та «Холодний блиск сталі» — переспів Absurd. На початку вересня завершено зведення та мастеринг другого повноформатного альбому «Із серця наповнюю чашу свою».
14 жовтня, в День Українського козацтва, альбом «Спадщина» було видано лейблом EastSide. У грудні відбувся запис та зведення композиції «Чорна хмара з-за Лиману», в ролі лірики для якої було використано вірш Тараса Шевченка «Іван Підкова».
У березні 2014-го до складу приєднався бас-гітарист Grimwar. У цьому ж місяці відбувся виступ в Одесі на Metal Heads' Mission. Наприкінці липня було завершено роботу над EP «Шлях у Вічність». У жовтні відбувся запис кавер версії Nokturnal Mortum «Сталевим Орлом у Золоту Сваргу». На початку листопада відбувся реліз «Із серця наповнюю чашу свою».
2016-го з'явився черговий сингл «Кривавої доби багряне збіжжя».

## Дискографія

### Демо, EP, спліти, сингли
- «Ancient Times» (демо, 2005)
- «Land Of Forgotten» (EP, 2008)
- «Спадщина» (спліт з Євгеном Ветруком, 2013)
- «Іван Підкова» (мініспліт з «Гетьман», 2014)
- «Шлях у вічність» (спліт з «Ravnkald» та «Fjörd», 2015)
- «Шлях у вічність» (EP, 2015)
- «Холодний блиск сталі» (з компіляції «Soldiers Of The Eternal Winter» 2015)
- «Кривавої доби багряне збіжжя» (з компіляції «Hammerstorm vol. VII» 2016)

### Альбоми
- Пробудження (2009)
- Із серця наповнюю чашу свою (2014)
- Спогади, марення, попіл (2020)